# Lewis Fiorini
Lewis Paul Fiorini (Manchester, 17 mei 2002) is een Schots-Engels voetballer die door Charlton Athletic FC van Manchester City FC gehuurd wordt.

## Carrière
Lewis Fiorini speelde in de jeugd van Manchester City FC. In het seizoen 2020/21 werd hij aan NAC Breda verhuurd. Hij debuteerde in het betaald voetbal voor NAC op 29 augustus 2020, in de met 6-1 gewonnen thuiswedstrijd tegen Jong AZ. Hij kwam in de 63e minuut in het veld voor Dion Malone. Fiorini werd een vaste waarde bij NAC, waar hij zes goals maakte en vijf assists leverde. NAC haalde de play-offs voor promotie naar de Eredivisie. In de finale werd verloren van N.E.C. In de seizoenen erna werd hij verhuurd aan Lincoln City, Blackpool en Charlton Athletic.

### Statistieken
| Seizoen                     | Club                   | Land           | Competitie     | Competitie | Competitie | Beker | Beker | Overig | Overig | Totaal | Totaal |
| Seizoen                     | Club                   | Land           | Competitie     | Wed.       | Dlp.       | Wed.  | Dlp.  | Wed.   | Dlp.   | Wed.   | Dlp.   |
| --------------------------- | ---------------------- | -------------- | -------------- | ---------- | ---------- | ----- | ----- | ------ | ------ | ------ | ------ |
| 2020/21                     | → NAC Breda            | Nederland      | Eerste divisie | 32         | 5          | 1     | 0     | 3      | 1      | 36     | 6      |
| 2021/22                     | → Lincoln City FC      | Engeland       | League One     | 39         | 6          | 1     | 0     | 4      | 0      | 44     | 6      |
| 2022/23                     | → Blackpool FC         | Engeland       | Championship   | 13         | 1          | 0     | 0     | 1      | 0      | 14     | 1      |
| 2023/24                     | → Charlton Athletic FC | Engeland       | League One     | 4          | 0          | 0     | 0     | 0      | 0      | 4      | 0      |
| Carrièretotaal              | Carrièretotaal         | Carrièretotaal | Carrièretotaal | 88         | 12         | 2     | 0     | 8      | 1      | 98     | 13     |
| Bijgewerkt tot 5 april 2024 |                        |                |                |            |            |       |       |        |        |        |        |